# Skytteanska priset

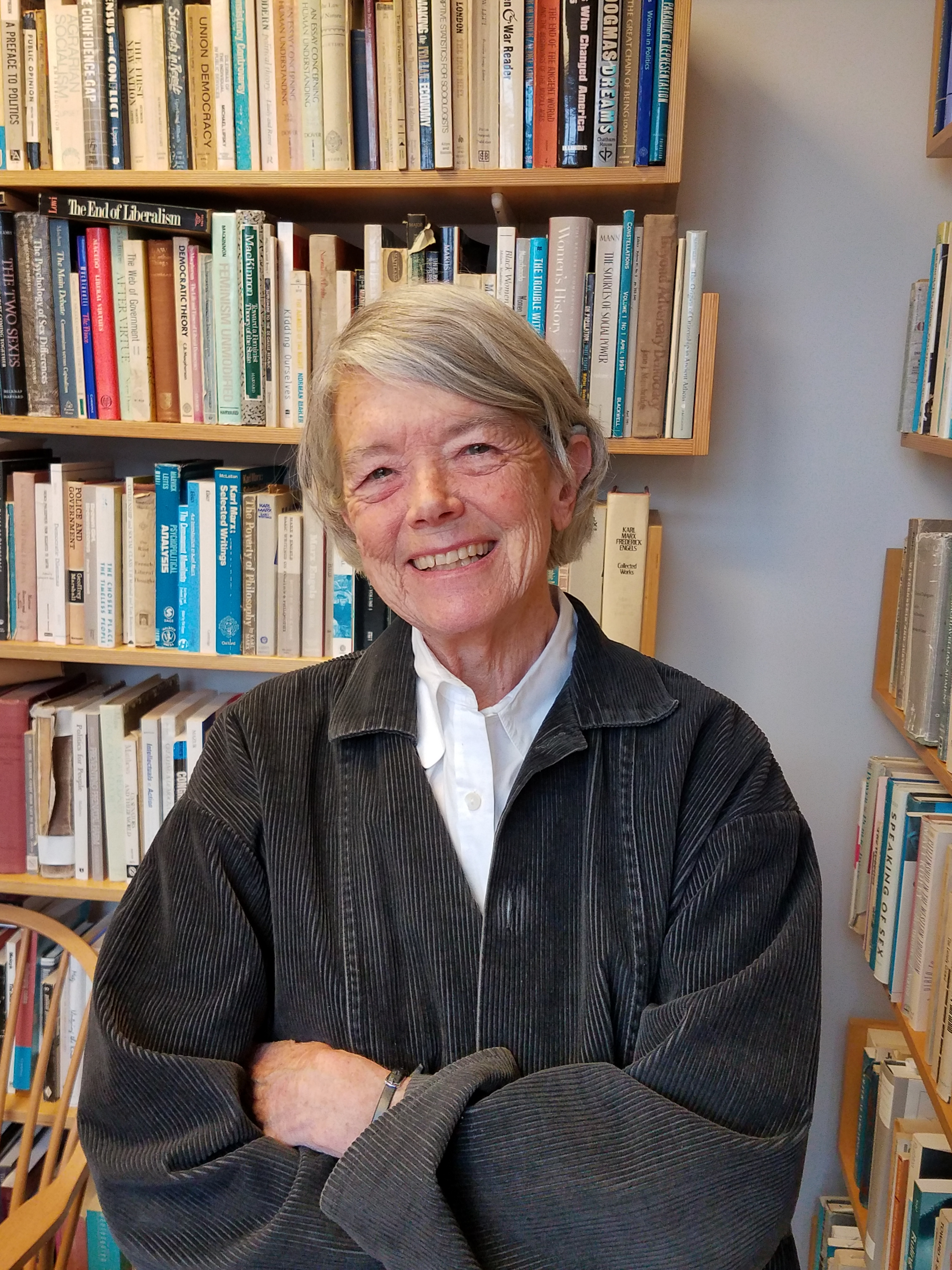
Jane Mansbridge, pristagare 2018

Skytteanska priset, som med sina 500 000 kronor i pris är ett av de största och mest prestigefyllda inom statsvetenskapen i världen, instiftades 1994 av Skytteanska stiftelsen att årligen delas ut till den forskare som enligt stiftelsens mening lämnat det viktigaste bidraget till den statsvetenskapliga forskningen.
Prispengarna kommer från den donation till en professur i vältalighet och statskunskap vid Uppsala universitet, som riksrådet Johan Skytte gjorde år 1622 och som brukar betraktas som världens äldsta, alltjämt bevarade professur i statsvetenskap.
Efter en internationell nominering, varje år senast den 30 november, utarbetas ett förslag av priskommittén med professor skytteanus som ordförande ex officio. Övriga ledamöter i kommittén är för närvarande Sören Holmberg, Göteborg, Daniel Tarschys, Stockholm och Alfio Mastropaolo, Turin, Italien. Priset delas ut vid en högtidlig ceremoni i Uppsala lördagen närmast den 1 oktober, dagen för Johan Skyttes donationsbrev, i allmänhet i närvaro av utbildningsministern, ärkebiskopen, landshövdingen i Uppsala län, Uppsala universitets rektor, landets professorer i statsvetenskap och anställda vid statsvetenskapliga institutionen i Uppsala. 

## Pristagare
- 1995 - Robert Dahl, USA, Yale University
- 1996 - Juan Linz, Spanien och USA, Yale University
- 1997 - Arend Lijphart, Nederländerna och USA, University of California, San Diego
- 1998 - Alexander George, USA, Stanford University
- 1999 - Elinor Ostrom, USA, Indiana University
- 2000 - Fritz Scharpf, Tyskland, Max Planck Institute, Köln
- 2001 - Brian Barry, Storbritannien och USA, Columbia University
- 2002 - Sidney Verba, USA, Harvard University
- 2003 - Hanna Pitkin, USA, University of California, Berkeley
- 2004 - Jean Blondel, Frankrike, Storbritannien, Italien, European University Institute (EUI), Florens
- 2005 - Robert Keohane, USA, Princeton University
- 2006 - Robert Putnam, USA, Harvard University
- 2007 - Theda Skocpol, USA, Harvard University
- 2008 - Rein Taagepera, Estland och USA, University of California, Irvine
- 2009 - Philippe C. Schmitter, USA, European University Institute (EUI), Florens
- 2010 - Adam Przeworski, Polen och USA, New York University
- 2011 - Ronald Inglehart, USA, University of Michigan och Pippa Norris, USA, Harvard University
- 2012 - Carole Pateman, Storbritannien och USA, University of Californaia
- 2013 - Robert Axelrod, USA, University of Michigan
- 2014 - David Collier, USA, University of California, Berkeley
- 2015 - Francis Fukuyama, USA, Stanford University
- 2016 - Jon Elster, Norge, Columbia University
- 2017 - Amartya Sen, USA, Harvard University
- 2018 - Jane Mansbridge, USA, Harvard University[1]
- 2019 - Margaret Levi, USA, Stanford University
- 2020 - Peter J. Katzenstein, USA,  Cornell University
- 2021 - David D. Laitin, USA, Stanford University
- 2022 - Robert E. Goodin, Australien, Australian National University
- 2023 - Martha Finnemore, USA, George Washington University och Alexander Wendt, USA, University of Minnesota
- 2024 - Jürgen Habermas, Tyskland